# Adarnases V d'Ibèria
Adarnases V d'Ibèria (mort frare l'any 961) fou un duc de l'Alt Tao i curopalata d'Ibèria del 958 al 961. Era el fill de Sumbat d'Ibèria o potser del seu germà Bagrat Magistros (mort el març 945)
.

## Biografia
Adarnases i sobretot després d'ell el seu fill David III d'Ibèria el Gran Curopalata són les figures dominants de la dinastia tenint en compte la debilitat del « rei titular dels kartvels » contemporani, el seu cosí, Bagrat II d'Ibèria Regwen (el Ximple o el Sot).
La Crònica georgiana indica que « els seus fills el van fer presoner i es va fer monjo, i va morir en aquesta condició no desitjada».

## Posteritat
Segons Cyril Toumanoff, Adarnases s'hauria casat amb una filla de David I d'Artanudji, príncep d'Adjària i Nigali, del qual va tenir a :
- Bagrat I d'Artanudji, duc de l'Alt Tao mort l'any 966 ;
- David III d'Ibèria, el Gran Curopalata, pare adoptiu del rei Bagrat III de Geòrgia.